# أميلكاري بونكييلي

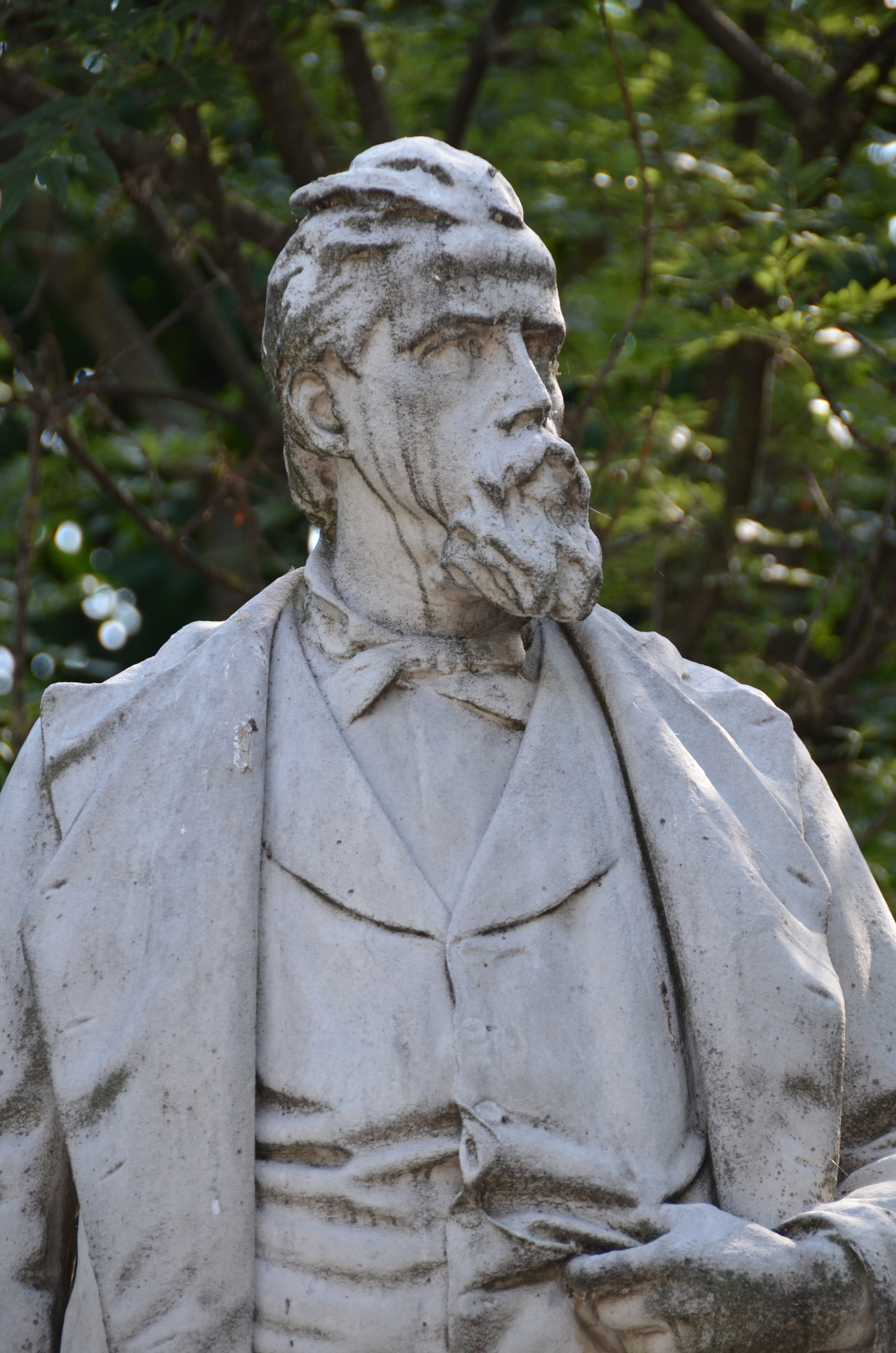
نصب تذكاري للموسيقي أميلكاري بونكييلي بكريمونا، إيطاليا

أميلكاري بونكييلي  (بالإيطالية: Amilcare Ponchielli) (بالإيطالية: aˈmilkare poŋˈkjɛlli)
(بكريمونا 1 شتنبر 1834 - بميلانو 16 يناير 1886)، هو مؤلف إيطالي لموسيقى الأوبرا.

## السيرة الذاتية

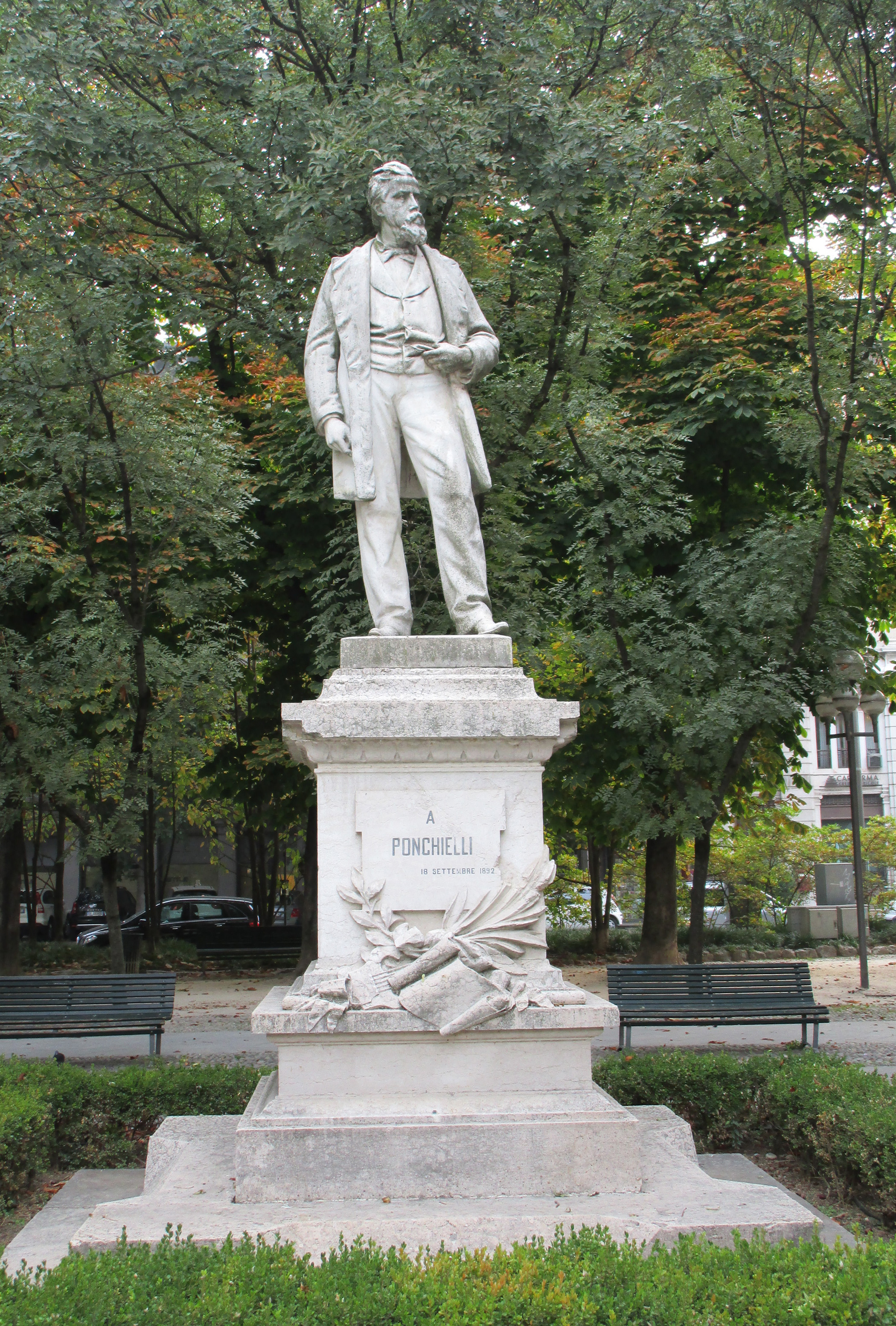
نصب تذكاري للموسيقي أميلكاري بونكييلي بكريمونا، إيطاليا

درس أميلكاري بونكييلي بمعهد ميلانو، وأصبح مدرساً للموسيقى في ما بعد، وكان من بين تلاميذه جياكومو بوسيني. ولقيت موسيقى الأوبرا خاصته نجاحاً ملحوظاً.
في 1874 تزوج بونكييلي من مغنية السوبرانو: تريزاينا برامبيلا، وأنجبت له أنيبال والذي أصبح فيما بعد منتجاً وناقداً موسيقياً.
توفي سنة 1886 م، وقبره موجود حالياً بالمقبرة التذكارية لميلانو.

## الإرث
على الرغم من أن بونكييلي كان في متوسط عمره إلاّ أنه كان ذا شعبية واسعة النطاق، ومن ضمن أعماله البارزة نجد: لا جيوكوندا، والتي استوحى منها والت ديزني مقطع «رقصة الساعات» في فيلم الرسوم المتحركة: فانتازيا.
ً

## إنتاجاته

### في التأليف
- Il sindaco babbeo, 1851.
- I promessi sposi Cremona, 1856.
- Bertrando del Bormio, 1858 (écrit pour Turin mais jamais monté).
- La Savoiarda, 1861, révisé dans Lina, 1877.
- Roderico, re dei Goti, 1863.
- Il parlatore eterno, 1873 (monologue pour baryton).
- I promessi sposi, 2 version, Milan 1872.
- I Lituani', 1874, révisé dans Aldona, 1884/5.
- La Gioconda (opéra), Milan, 1876, 2 version révisée en 1880.
- Il figliuol prodigo 1880.
- Marion Delorme 1885.
- I Mori di Valenza (laissé incomplet, terminé par Arturo Cadore, monté en 1914)

### في موسيقى الأوبرا
Théâtre Ponchielli.

## وصلات خارجية
- أميلكاري بونشييلي على موقع IMDb (الإنجليزية)
- أميلكاري بونشييلي على موقع الموسوعة البريطانية (الإنجليزية)
- أميلكاري بونشييلي على موقع ميوزك برينز (الإنجليزية)
- أميلكاري بونشييلي على موقع أول موفي (الإنجليزية)
- أميلكاري بونشييلي على موقع قاعدة بيانات الأفلام السويدية (السويدية)
- أميلكاري بونشييلي على موقع إن إن دي بي (الإنجليزية)
- أميلكاري بونشييلي على موقع أول ميوزيك (الإنجليزية)
- أميلكاري بونشييلي على موقع ديسكوغز (الإنجليزية)
- Stanford list of Ponchielli operas
- Opera Italiana: Amilcare Ponchielli (in English)